# Björn Palmgren
Björn Bertil Vilhelm Palmgren, född den 21 maj 1911 i Jönköping, död den 9 februari 1974 i Jönköping, var en svensk skådespelare.
Palmgren scendebuterade 1931. Han är begravd på Dunkehalla kyrkogård.

## Filmografi
- 1934 – Sången till henne
- 1938 – Du gamla du fria
- 1938 – Blixt och dunder
- 1939 – Landstormens lilla Lotta
- 1939 – Frun tillhanda
- 1941 – Uppåt igen
- 1941 – Göranssons pojke
- 1951 – Sköna Helena

## Teater

### Roller (ej komplett)
| År   | Roll   | Produktion                                 | Regi       | Teater        |
| ---- | ------ | ------------------------------------------ | ---------- | ------------- |
| 1948 | Kapten | Vita hästen Hans Müller och Ralph Benatzky | Max Hansen | Oscarsteatern |